# 야니나 스투딜리나
야니나 스투딜리나(러시아어: Яни́на Студи́лина, 1985년 8월 6일 ~ )는 러시아의 배우이다.

## 출연 작품
- 스탈린그라드 (2013)